# 1436 Salonta
1436 Salonta eller 1936 YA är en asteroid i huvudbältet, som upptäcktes den 11 december 1936 av den ungerska astronomen György Kulin i Budapest. Den har fått sitt namn efter Salonta i Rumänien.
Asteroiden har en diameter på ungefär 53 kilometer.